# Зареченское сельское поселение (Орловская область)
Зареченское се́льское поселе́ние — муниципальное образование в Новосильском районе Орловской области Российской Федерации.
Административный центр — село Заречье.

## История
Статус и границы сельского поселения установлены Законом Орловской области от 3 сентября 2004 года № 425-ОЗ «О статусе, границах и административных центрах муниципальных образований на территории Новосильского района Орловской области»

## Население
| 2010  | 2012  | 2013  | 2014  | 2015  | 2016  | 2017  |
| ----- | ----- | ----- | ----- | ----- | ----- | ----- |
| 1168  | ↗1206 | ↘1204 | ↘1201 | ↘1171 | ↗1185 | ↘1164 |
| 2018  | 2019  | 2020  | 2021  | 2023  |       |       |
| ↗1180 | ↗1188 | ↗1208 | ↘1103 | ↗1109 |       |       |

## Состав сельского поселения
| № | Населённый пункт | Тип населённого пункта       | Население |
| - | ---------------- | ---------------------------- | --------- |
| 1 | Заречье          | село, административный центр | ↗865      |
| 2 | Пенькозавод      | посёлок                      | 55        |
| 3 | Сорочий Мост     | деревня                      | ↘85       |
| 4 | Тростниково      | деревня                      | ↘10       |
| 5 | Тюково           | деревня                      | ↘22       |
| 6 | Шейнский Мост    | деревня                      | ↘14       |
| 7 | Ямская Слобода   | село                         | ↗117      |